# Eric Benét
Eric Benét, (Eric Benét Jordan 15 de outubro de 1966) é um cantor americano.

## Discografia
- True To Myself (1996)
- A Day In The Life (1999)
- Better And Better (2001)
- Hurricane (2005)
- Love & Life (2008)
- Lost In Time (2010)